# Arıklar, Andırın
Arıklar là một xã thuộc huyện Andırın, tỉnh Kahramanmaraş, Thổ Nhĩ Kỳ. Dân số thời điểm năm 2010 là 694 người.